# Касимеро, Джонриэль
Джон Риэль Касимеро (англ. John Riel Casimero; род. 13 февраля 1990, Себу, Филиппины) — филиппинский боксёр-профессионал, выступающий в первой наилегчайшей, в наилегчайшей, второй наилегчайшей, и легчайшей весовых категориях. Чемпион мира по версиям WBO (2019—2022) в легчайшем весе, IBF (2012—2014, 2016) в 1-м наилегчайшем и наилегчайшем весе. Временный чемпион мира по версии WBO (2019, 2009—2010) в легчайшем и 1-м наилегчайшем весе.
По версии BoxRec на 14 августа 2021 года занимает 2 место (78.80) среди боксеров легчайшего веса и 83 место среди боксеров вне весовой категории.

## Профессиональная карьера

### 2007 год
Джон дебютировал на профессиональном ринге 3 июня 2007 года в наилегчайшем дивизионе в городе Мандауэ (провинция Себу, Филиппины) выиграл единогласным решением судей Лоберто Байо (2-1-0). 
16 августа в Алкой (провинция Себу, Филиппины) выиграл отказом от боя в первом раунде дебютанта Эндрю Пала. 
26 августа в Даанбантаян (провинция Себу, Филиппины) выиграл единогласным решением судей Роиле Хонора (4-8-1). 
16 декабря в Кармене(провинция Себу, Филиппины) нокаутировал во втором раунде Додонга Залде (0-14-2).

### 2008 год
В 2008 году Джон провёл семь боёв и все их выиграл и также стал обладателем двух вакантных второстепенных титулов в двух разных весовых категориях. 
12 января в Борбон (провинция Себу, Филиппины) выиграл в 6 раунде отказом от боя Рогена Флореса (7-2-2), бой прошел во втором легчайшем весе. 
29 марта в Мандауэ (провинция Себу, Филиппины) выиграл нокаутом в 3 раунде Джерома Бонтога (4-3-1), бой прошел в привычном для него легчайшем дивизионе. 
21 апреля в Лапу-Лапу (провинция Себу, Филиппины) выиграл решением большинства судей Дарела Амонсио (6-6). 
12 июня в Бейбей (провинция Лейте, Филиппины) выиграл нокаутом в 1 раунде Роиля Хонора (5-11-2), с этим боксером Джон встретился во второй раз. 
17 июля в Себу (провинция Себу, Филиппины) выиграл нокаутом в третьем раунде Роймарта Сентилласа (6-2), бой проходил в первом наилегчайшем весе. 
23 августа в Алкой (провинция Себу, Филиппины) вышел драться за вакантный титул Филиппинской Боксерской Федерации (PBF) в легчайшем весе, выиграл единогласным решением судей Родела Куилатона (20-8-1), это был первый титул Джона. 
3 октября в Талисей (провинция Себу, Филиппины) Джон спустился в первый наилегчайший вес чтобы сразится за вакантный титул WBO Азия, выиграл нокаутом в 5 раунде Пхаибоона Чумтхонга (11-3).

### 2009 год
8 мая в Нага (провинция Себу, Филиппины) выиграл единогласным решением судей Аллана Ранада (18-17-1), бой прошел во втором легчайшем весе. 28 мая в Себу (провинция Себу, Филиппины) проводил первую защиту титула WBO Азия в первом наилегчайшем весе против бывшего претендента на титул WBC в минимальном весе(проиграл в 2008 году Ваенхонгу Менайотину) Ардина Диале (11-4-1) которого Джон нокаутировал в 8 раунде. 
19 декабря в Манагуа (Никарагуа) дрался за временный пояс WBO в первом наилегчайшем весе против Сезар Канчила (28-2) из Колумбии, Джон бой завершил нокаутом в 11 раунде, и тем самым став временным чемпионом мира.

### 2010 год
24 июля в Лос-Мочис (штат Синолоа,Мексика) Джон проводил первую защиту титула против мексиканца Рамона Гарсию Хиралеса (12-1-1), Джон проиграл раздельным решением судей (115—113, 113—115, 113—115) это был первый проигрыш в карьере.

### 2011 год
26 марта в Йоханнесбурге (провинция Гаутенг, ЮАР) Джон вышел драться против чемпиона мира в наилегчайшем весе по версии IBF Морути Мталане(26-2-0), бой был односторонний и Морути нокаутировал Джона в 5 раунде, тем самым защитив свой титул во второй раз, а Джон проиграл во второй раз кряду. 
15 октября в Лапу-Лапу (провинция Себу, Филиппины) нокаутировал в 1 раунде Роймарта Сентилласа(11-7-0), это была их вторая встреча.

### 2012 год
10 февраля в Буэнос-Айрес (Аргентина) Джон вышел драться за временный титул IBF в первом наилегчайшем весе против бывшего чемпиона Луиса Альберто Лазарте(49-10-2), Джон нокаутировал Луиса в 10 раунде, и в следующем бою должен оспорить полноценный титул и также во второй раз стал обладателем "временного" титула в первом наилегчайшем весе. 
4 августа в Масатлан (штат Синалоа, Мексика) Джон дрался против полноценного чемпиона мира по версии IBF  непобежденного мексиканца Педро Гевара (18-0-1), раздельным решение судей (113-114 Педро 114-113 Джон и 116-111 Джон) Джон стал чемпионом мира без приставки "временный".

### 2013 год
16 марта в Панаме (Панама) прошла первая защита титула против панамца Луиса Альберто Риоса (18-1-1), бой завершился единогласной победой Джона (118-108 119-109 119-109). 
26 октября в Маниле (Филиппины) прошла вторая защита титула против бывшего претендента на титул WBO (проиграл в 2012 году Донни Ньетесу) Фелипе Салгеро (18-5-1), поединок, однако, лёгким для филиппинца не был: Салгеро, типичный адепт «мексиканского» стиля бокса, непрерывно прессинговал, без устали работая по этажам с акцентом на туловище, но эффективность его атак была невысокой, особенно после середины боя. Более того, чемпион удачно ловил агрессора ударами в 8-м и 9-м раундах, каждый раз роняя того в нокдаун (левый и правый апперкот соответственно). А в середине 11-го раунда Кассимеро двойкой левый/правый окончательно отправил соперника на настил ринга. Рефери не стал открывать счёт, сразу же дав отмашку.

### 2014 год
3 мая в Себу (провинция Себу, Филиппины) проходила третья защита титула но Джон не уложился в весе и потерял свой титул, противником был Маурисио Фуэнтес (16-2-0) из Колумбии. Бой завершился в нокаутом в первом раунде. Таким образом, титул IBF остался вакантным, поскольку стоял на кону только для проигравшего. Стоит также отметить, что из-за перевеса Касимеро вышел в ринг в более тяжёлых перчатках, чем соперник. 
13 декабря в Пескерии (штат Нуэво-Леон, Мексика) выиграл нокаутом во втором раунде мексиканца Армандо Сантоса (14-3-2), бой проходил в наилегчайшем весовом дивизионе.

### 2015 год
27 июня в Бангкоке (Таиланд) Джон вышел драться против непобежденного чемпиона в наилегчайшем весе тайца Амнат Руенроенг (15-0-0), для Амнат это была четвертая защита титула. Наполненный бесчисленными клинчами, борьбой и бросками на настил ринга бой на беду зрителей прошёл всю 12-раундовую дистанцию. Во втором и седьмом раундах Касимеро выслушивал отсчёт рефери, а в одиннадцатом с Руэнроэнга было снято очко в наказание за постоянные удержания. Итогом поединка стало единогласное решение судей (113-112 116-110 115-110) в пользу нынешнего чемпиона. Для Джона это была третья поражение в карьере.

### 2016 год
25 мая в Пекине (Китай) состоялся реванш между Джоном и непобежденным чемпионом из Таиланда Амнатом Руенроенгом (17-0-0), в первом из поединке 11 месяцев назад на родине Руэнроэнга была зафиксирована победа хозяина ринга единогласным решением судей. На этот же раз, когда Амнат проводил шестую защиту титула, удача от него отвернулась, хотя первые три раунда не предвещали для него никакой беды. Таец занял центр ринга, а Джон Риэль кружил вокруг; оба не усердствовали. В 4-м раунде Руэнроэнг попытался было провести быструю комбинацию, но нарвался на левый контрхук в голову. Едва оправившись от тяжёлого нокдауна, 36-летний технарь Амнат был отправлен на настил ринга – и уже окончательно: филиппинец чётко пробил ему хук в печень. Таким образом, Касимеро завоевал чемпионский титул уже во второй весовой категории. 
10 сентября в Лондоне (Англия) проводил первую защиту титула против непобежденного проспекта англичанина Чарли Эдвардса (8-0-0). Не имея возможности спорить с чемпионом в ударной мощи, Эдвардс построил поединок на постоянном движении, что есть силы отстреливаясь от постоянно наступающего филиппинца. Получалось у Чарли с переменным успехом: плотные удары Касимеро периодически добирались до цели, и в такие моменты британцу приходилось откровенно несладко. В итоге Джон Риэль добился своего в десятом раунде, поймав соперника на мощный левый боковой. Эдвардс упал в нокдаун и не особо ориентировался в пространстве, когда поднялся на ноги. Рефери, тем не менее, разрешил ему продолжить, но уже через мгновение бросился на защиту Чарли, оказавшегося под ударным натиском чемпиона. Через месяц Джон отказался от своего титула и перешел в легчайшую весовую категорию.

### 2017 год
25 июня в Илиган (провинция Северное Ланао, Филиппины) провёл первый бой в этой легчайшем весе против Джека Бухави(16-13-1) и выиграл его единогласным решением судей (60-55 60-55 60-55). 
16 сентября в Себу (провинция Себу, Филиппины) Джон дрался во втором наилегчайшем дивизионе против Джонаса Султана (13-3-0), Джон проиграл единогласным решением судей (117-111 116-112 115-113), четвертое и на данный момент последнее поражение в его карьере.

### 2018 год
21 июля в Тихуане (штат Нижняя Калифорния, Мексика) Джон выиграл нокаутом во втором раунде Хосе Пича (4-25-0), бой проходил в полулегком весе (до 57,2 кг или 126 фунтов).

### 2019 год
16 февраля в Маниле (Филиппины) Джон выиграл нокаутом в шестом раунде у японца Кэнъи Ямаситы (13-4-0), бой проходил в легчайшем весе. 
20 апреля в Карсоне (штат Калифорния, США) дрался за "временный" титул чемпиона мира по версии WBO в легчайшем весе против мексиканца Рикардо Эспиноза Франко (23-2-0), Джон выиграл нокаутом в 12 раунде. 
24 августа в Маниле(Филиппины) провёл первую успешную защиту своего пояса против Сесара Рамиреса (18-3-0). По ходу встречи претендент четыре раза попадал в нокдаун — в 3-м, 5-м, 7-м и 10-м раундах. В последний раз Сесар очутился на настиле ринга после удара справа Касимеро. 
30 ноября в Бирмингем (графство Уэст-Мидлендс, Англия) провёл бой с чемпионом мира по версии WBO Золани Тете (28-3-0) из ЮАР. Поединок начался с традиционной разведки. Опасные эпизоды чуть чаще инициировал Касимеро, Тете пытался сконтрить хуком. Шла позиционная борьба, оба чаще атаковали корпус соперника. Развязка неожиданно наступила в 3-м раунде. Тете прозевал манёвр Касимеро: тот вышел под правую сторону на среднюю дистанцию и пробил точно в висок. Чемпион оказался на канвасе, продолжил бой, но был сразу же забит до отмашки рефери. Джон стал чемпионом мира в трех весовых категориях.

### 2020 год
26 сентября в Монтвилле (штат Коннектикут, США) защищал титул чемпиона мира в легчайшем весе по версии WBO в бою против боксёра из Ганы Дюка Мика (24-0). Победил техническим нокаутом в 3-м раунде.

### 2021 год
14 августа в Карсоне (штат Калифорния, США) встретился с чемпионом мира в легчайшем весе по версии WBA кубинцем Гильермо Ригондо (20-1). На кону стоял титул чемпиона мира в легчайшем весе по версии WBО, которым владел Касимеро. Бой получился крайне бедным на события и установил новый антирекорд CompuBox по наименьшему количеству точных ударов от обоих боксеров в двенадцатираундовом бою — 91 удар. До этого минимальным количеством было 100 точных ударов за 12 раундов.
40-летний Ригондо действовал в своей обычной манере много двигаясь и избегая любых обменов ударами. Касимеро тоже выбрасывал мало ударов, но он шел вперед и в итоге судьи отдали ему победу раздельным решением.

## Статистика профессиональных боёв
В таблице перечислены результаты всех поединков боксёров.
В каждой строке указан результат поединка. Дополнительно номер поединка обозначен цветом, который обозначает итог поединка. Расшифровка обозначений и цветов представлена в нижеследующей таблице.
| Пример | Расшифровка                     |
| ------ | ------------------------------- |
|        | Победа                          |
|        | Ничья                           |
|        | Поражение                       |
|        | Планируемый поединок            |
|        | Поединок признан несостоявшимся |
| КО     | Нокаут                          |
| ТКО    | Технический нокаут              |
| PTS    | Решение судей (по очкам)        |
| UD     | Единогласное решение судей      |
| MD     | Решение большинства судей       |
| SD     | Раздельное решение судей        |
| RTD    | Отказ от продолжения боя        |
| DQ     | Дисквалификация                 |
| NC     | Поединок признан несостоявшимся |

| Бой | Рекорд | Дата             | Соперник                  | Место боя                                                | Результат        | Дополнительно                                                                                |
| --- | ------ | ---------------- | ------------------------- | -------------------------------------------------------- | ---------------- | -------------------------------------------------------------------------------------------- |
| 37  | 32-4   | 13 мая 2023      | Филлипус Нгитумбва (12-1) | Okada Manila Hotel and Casino, Параньяке, Филиппины      | UD 12            | Счёт судей: 114-112, 116-110 (дважды).                                                       |
| 36  | 31-4   | 3 декабря 2022   | Рё Акахо (39-2-2)         | Paradise City Plaza, Инчхон, Республика Корея            | KO 2 (10), 2:25  |                                                                                              |
| 35  | 31-4   | 14 августа 2021  | Гильермо Ригондо (20-1)   | Dignity Health Sports Park, Карсон, штат Калифорния, США | SD 12            | Защитил титул чемпиона мира в легчайшем весе по версии WBO. Счёт: 117-111, 116-112, 113-115. |
| 34  | 30-4   | 26 сентября 2020 | Дюк Мика (24-0)           | Mohegan Sun Arena, Монтвилл, штат Коннектикут, США       | TKO 3 (12), 0:54 | Защитил титул чемпиона мира в легчайшем весе по версии WBO.                                  |
| 33  | 29-4   | 30 ноября 2019   | Золани Тете (28-3)        | Arena Birmingham, Бирмингем, Великобритания              | TKO 3 (12), 2:14 | Завоевал титул чемпиона мира по версии WBO (4-я защита Тете) в легчайшем весе.               |
| Бой | Рекорд | Дата             | Соперник                  | Место боя                                                | Результат        | Дополнительно                                                                                |